# Emma Lipman
Emma Louise Lipman (ur. 23 lutego 1989 w Nuneaton lub Coventry) – angielska piłkarka grająca na pozycji obrońcy w S.S. Lazio Women 2015. Mimo iż urodziła się i wychowała w Anglii, zdecydowała się grać w reprezentacji Malty.

## Kariera klubowa

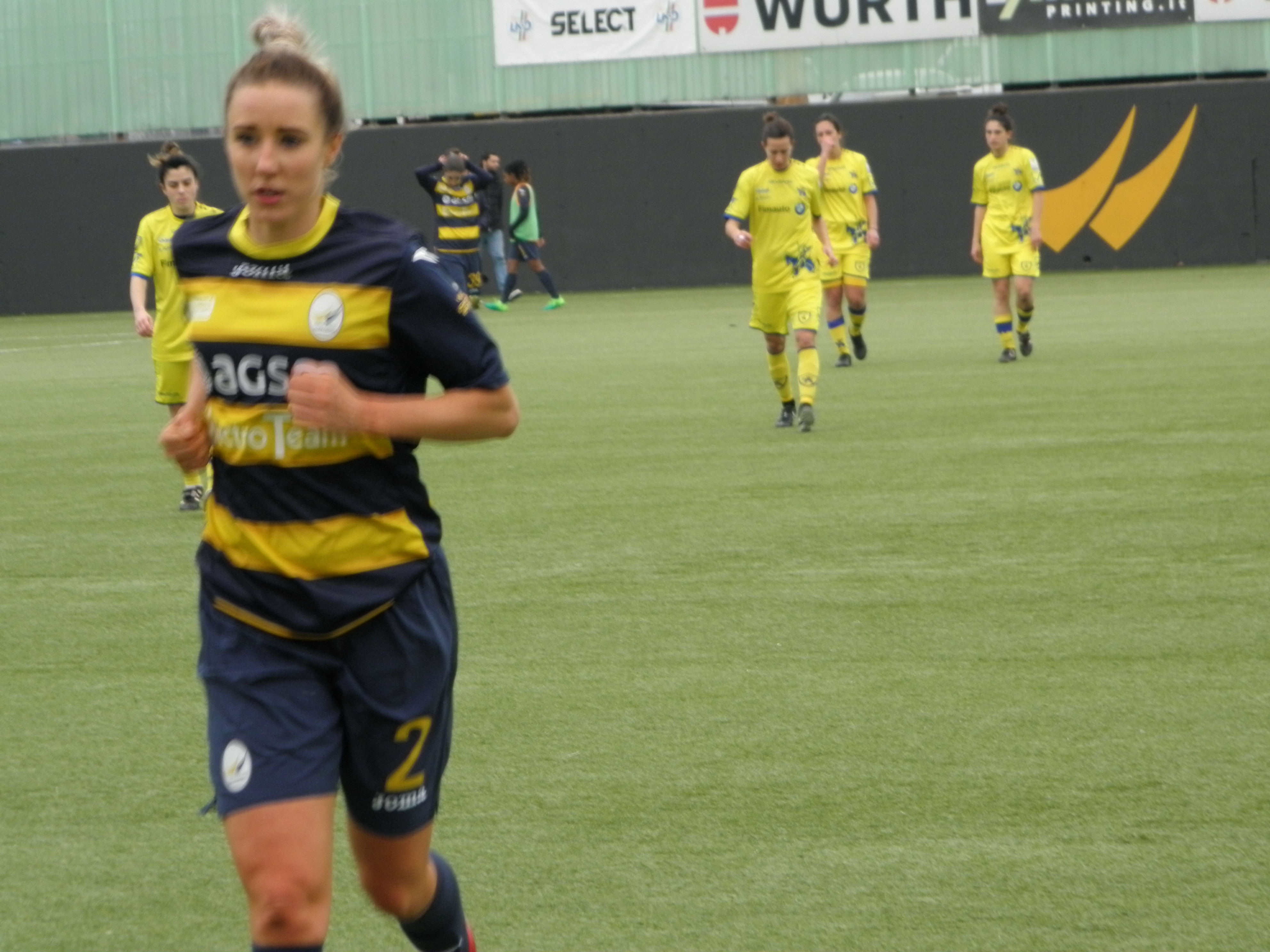
Emma Lipman w trakcie meczu przeciwko Fimauto Valpolicella. (17 lutego 2018 r.)

Emma Lipman rozpoczęła swoją karierę piłkarską w Coventry City Ladies, w wieku 14 lat debiutując w pierwszej drużynie. Po przeprowadzce do Leeds rozpoczęła studia na Leeds Beckett University, reprezentowała wtedy barwy Leeds City Vixens oraz Leeds United (Leeds Carnegie Ladies FC), zespołów z FA Women’s Premier League.
W lipcu 2013 Lipman przeszła do Manchesteru City. Lipman co prawda przedłużyła kontrakt z klubem w 2015 roku, ale zakup obrończyń Lucy Bronze i Demi Stokes wydatnie zmniejszył jej szanse na grę w pierwszym składzie. W lutym 2016 dołączyła do Sheffield FC.
W 2017 Lipman przyjęła ofertę gry we włoskim klubie ASD Verona Women. Wystąpiła w 21 z 22 ligowych spotkań, a jej klub zapewnił sobie miejsce w środku tabeli Serie A. To wydarzenie skłoniło włodarzy innego włoskiego klubu, Romy do zaoferowania Lipman kontraktu i przedstawienia jej propozycji gry dla ówcześnie tworzonej drużyny żeńskiej. Po rozegraniu 17 z 22 spotkań sezonu 2018-19, w których strzeliła jednego gola, Lipman w lipcu 2019 została zawodniczką Florentii San Gimignano SSD. W lipcu 2020 Lipman i jej koleżanka Rachel Cuschieri podpisały umowę z Lazio.

## Kariera reprezentacyjna
Emma Lipman miała możliwość gry aż dla trzech reprezentacji narodowych: Anglii (z racji urodzenia w tym kraju), oraz Szkocji i Malty ze względu na pochodzenie jej dziadków. W maju 2019 Lipman otrzymała powołanie do reprezentacji Malty na towarzyski mecz z Boltonem Wanderers. Reprezentacja Malty wygrała ten mecz 2:1.
4 października 2019 Lipman zaliczyła swój pierwszy oficjalny występ w reprezentacji Malty. Był to mecz eliminacyjny grupy B UEFA EURO 2021 przeciwko Włoszkom. Mimo przegranej 0:2 określono postawę Maltanek w tym meczu jako odważną i obiecującą. Lipman wystąpiła również w zremisowanym 1:1 spotkaniu z Izraelem.